# Ricardo Pedreira Rangel
Ricardo Pedreira Rangel, mais conhecido como Ricardo Rangel, é um empresário, jornalista e produtor de cinema e TV brasileiro.

## Biografia
Escreve desde março de 2017 uma coluna no Segundo Caderno do jornal O Globo. Até meados de 1990, escreveu para o caderno Informática Etc.; depois passou a assinar artigos na página Opinião. 
É sócio e diretor da Conspiração Filmes, pela qual produziu inúmeros filmes, programas de TV e comerciais. Foi diretor da TV Cabo Rio.
Seu livro Passado e Futuro da Era da Informação (editora Nova Fronteira, 1999) foi finalista do Prêmio Jabuti no ano 2000.
É filho do diretor de teatro e jornalista Flávio Rangel
Nas eleições de 2018, foi candidato a deputado federal pelo Rio de Janeiro, no Partido Novo .
Em 2020, passa a integrar o time de colunistas da Revista Veja.